# Азербайджан на летней Универсиаде 2019
Азербайджан принимал участие на летней Универсиаде 2019, которая проходила с 3 по 14 июля. Страна была представлена 18 спортсменами. Знаменосцем сборной Азербайджана на церемонии открытия был дзюдоист Мурад Фатиев, серебряный и бронзовый призер чемпионатов Европы среди юниоров.

## Медалисты
| Золото  |                                                                         |                                                 |         |
| №       | Спортсмены                                                              | Вид спорта (дисциплина)                         | Дата    |
| 1       | Марина Некрасова                                                        | Спортивная гимнастика (опорный прыжок, женщины) | 8 июля  |
| 2       | Назим Бабаев                                                            | Лёгкая атлетика (тройной прыжок, мужчины)       | 10 июля |
| Серебро |                                                                         |                                                 |         |
| №       | Спортсмены                                                              | Вид спорта (дисциплина)                         | Дата    |
| 1       | Хидаят Гейдаров                                                         | Дзюдо (до 71 кг, мужчины)                       | 5 июля  |
| 2       | Зохра Агамирова                                                         | Художественная гимнастика (многоборье)          | 12 июля |
| 3       | Зохра Агамирова                                                         | Художественная гимнастика (булавы)              | 13 июля |
| Бронза  |                                                                         |                                                 |         |
| №       | Спортсмены                                                              | Вид спорта (дисциплина)                         | Дата    |
| 1       | Ибрагим Алиев Хидаят Гейдаров Мурад Фатиев Алиумар Тумаев Рустам Коцоев | Дзюдо (команда, мужчины)                        | 7 июля  |
| 2       | Патимат Абакарова                                                       | Тхэквондо (до 53 кг, женщины)                   | 12 июля |

## Результаты соревнований

### Дзюдо
5 июля Хидаят Гейдаров в весе до 73 кг поочередно одолел Абдуллу Хамада из Саудовской Аравии, Абдельрахмана Мохаммеда из Египта и Люка Отмана из Франции, В четвертьфинале Гейдаров победил Марко Гусича из Черногории, а в полуфинале — Цогбатара Ценд-Очира из Монголии. В финале Хидаят Гейдаров уступил Евгению Прокопчуку из России, выиграв серебряную медаль. Мурад Фатиев в весе до 81 кг в первой же схватке проиграл Джиму Хейджману из Нидерландов.
6 июля Алиумар Тумаев в весе до 90 кг в первой встрече выиграл у Иржи Петера из Чехии, но в 1/8 финала уступил Роману Донцову из России. Рустам Коцоев в весе свыше 90 кг в первой встрече выиграл у Алексиса Де Леона из Мексики, в 1/8 финала — Мирча Крайтора из Румынии, но в четвертьфинале проиграл Мин-Йонг Киму из Южной Кореи. В утешительной схватке за бронзу он проиграл Олексию Лысенко из Польши.
8 июля сборная Азербайджана по дзюдо  составе Ибрагима Алиева, Хидаята Гейдарова, Мурада Фатиева, Алиумара Тумаева и Рустама Коцоева завоевала бронзовые награды в командном турнира по дзюдо. Поочередно одолев сборные Туркменистана, Германии и Франции, команда Азербайджана в полуфинале уступила России, однако в схватке за бронзу одолела Бразилию.

### Лёгкая атлетика
Легкоатлет Назим Бабаев был единственным спортсменом, кто представлял Азербайджан в соревнованиях по лёгкой атлетике.  занявший первое место в тройном прыжке. В финале соревнований в тройном прыжке Бабаев улетел на 16 метров 89 сантиментов, заняв первое место. Таким образом, Назиму Бабаеву удалось отстоять титул, добытый на прошлой Универсиаде 2017 года.

### Спортивная гимнастика
Азербайджан в спортивной гимнастике представляли Марина Некрасова и Иван Тихонов. 7 июля в соревнованиях в опорном прыжке Некрасова набрала 14,000 балла, опередив россиянок Лилию Ахаимову (13,975) и Татьяну Набиеву (13,925), и, завоевав золотую медаль.
4 июля в квалификации многоборья Иван Тихонов по итогам исполнения упражнений на шести набрал 80.100 баллов и занял второе место, уступив лидерство Луису Порто из Бразилии. 5 июля Тихонов пробился в финал многоборья, набрав в квалификации по сумме выступлений на шести снарядах 80.100 баллов и заняв четырнадцатое место.

### Тхэквондо
В соревнованиях мужчин Гашим Магомедов в весе до 58 кг в первом круге выиграл у Жоао Круза из Португалии, затем одолел Яна Гасировски из Польши. Однако в четвертьфинале Магомедов проиграл Туменбаяру Молому из Монголии.
В соревнованиях девушек Фарида Азизова  в весе до 67 кг в первой же схватке проиграла Хик-Йон Жу из Южной Кореи. Патимат Абакарова в весе до 53 кг, одолев соперниц из Китая, России и Германии, в полуфинале уступила Мин-Ах Ха из Южной Кореи, завоевав бронзовую медаль.

### Фехтование
Сборная Азербайджана по фехтованию в составе Фарруха Сафарова, Руслана Гасанова и Халида Алиева в командном турнире по шпаге в первом поединке победила сборную Саудовской Аравии со счетом 44:35, однако в 1/8 финала — уступила сборной Франции со счетом 26:45 и завершила соревнование на шестнадцатом месте.

### Художественная гимнастика
В соревновании по художественной гимнастике страну представляла гимнастка Зохра Агамирова. 12 июля в многоборье ей удалось выиграть серебряную медаль.